# Europiella albipennis
Europiella albipennis är en insektsart som först beskrevs av Carl Fredrik Fallén 1829.  Europiella albipennis ingår i släktet Europiella och familjen ängsskinnbaggar. Arten är reproducerande i Sverige. Inga underarter finns listade i Catalogue of Life.